# Innocència tràgica
Innocència tràgica (originalment en anglès, Ordeal by Innocence) és un sèrie de televisió dramàtica de la BBC de tres parts que es va emetre per primera vegada durant l'abril del 2018. Es basa en la novel·la homònima d'Agatha Christie i és la tercera versió rodada en anglès que s'emet. El drama és protagonitzat per Morven Christie, Bill Nighy, Anna Chancellor, Alice Eve i Eleanor Tomlinson, entre d'altres. La sèrie es va doblar en català oriental per TV3, que va emetre-la per primer cop el 26 de desembre de 2020, i en valencià per a À Punt, que va estrenar-la el 17 de juny de 2021.
Originalment, el programa estava pensat per ser emès com a part de la programació de Nadal de la BBC, però es va frenar perquè el membre del repartiment original Ed Westwick va ser acusat d'agressió sexual. Les seves escenes es van tornar a rodar més tard amb Christian Cooke ocupant el seu lloc.
La sèrie va atreure crítiques positives malgrat algunes reaccions pels canvis fets a la trama. La direcció i l'estil van rebre elogis especials. La sèrie es va publicar en DVD a través d'Universal Pictures UK l'11 de març de 2019.